# Avram Iancu (gmina Cermei)
Avram Iancu – wieś w Rumunii, w okręgu Arad, w gminie Cermei. W 2011 roku liczyła 97 mieszkańców. 